# Arcochén
Arcochén es una localidad del municipio de Larráinzar ubicado en la región de Los Altos del estado mexicano de Chiapas.

## Geografía
La localidad de Arcochén se sitúa en las coordenadas geográficas 16°58′29″N 92°46′10″O / 16.974722, -92.769444, a una elevación de 1335 metros sobre el nivel del mar.

## Demografía
Según el Censo de Población y Vivienda 2020, efectuado por el Instituto Nacional de Estadística y Geografía, la localidad de Arcochén tiene 128 habitantes, de los cuales 63 son del sexo masculino y 65 del sexo femenino. Su tasa de fecundidad es de 3.3 hijos por mujer y tiene 21 viviendas particulares habitadas.
| Gráfica de evolución demográfica de Arcochén entre 1910 y 2020 |
|                                                                |
| INEGI.                                                         |